# 梨の花
梨の花（なしのはな）は、中野重治の小説。1957年から1958年にかけて雑誌『新潮』に掲載された。作者とほぼ等身大の主人公、高田良平の視点から描いている。主人公の小学校から中学入学のころまでの生活を題材にとり、20世紀初頭の福井県の農村の姿を描き出した。タイトルは、主人公が東京で発行されている雑誌の記事から、身近にあっても今まで気づいていなかった梨の花の美しさを感じた場面からとられ、主人公がそのあと、新しい世界にふみだしていくことの予感となっている。
1959年、第11回読売文学賞を受賞した。

## 書誌
- 『梨の花』新潮社、1959年

## 関連文献
- 廣瀬陽一『中野重治と朝鮮問題　連帯の神話を超えて』青弓社、2021年12月28日。ISBN 978-4-7872-9264-3。（電子版あり）